# Torneo de Mumbai 2018
El Mumbai Open 2018 fue un torneo de tenis profesional jugado en canchas duras. Se trata de la tercera edición del torneo, que es parte de los Torneos WTA 125s en 2018. Se llevó a cabo en Mumbai, India, entre el 29 de octubre al 3 de noviembre de 2018.

## Cabezas de serie

### Individuales
| Tenista             | Ranking | Preclasificada |
| Zheng Saisai        | 47      | 1              |
| Dalila Jakupović    | 76      | 2              |
| Sachia Vickery      | 95      | 3              |
| Olga Danilović      | 99      | 4              |
| Luksika Kumkhum     | 102     | 5              |
| Margarita Gasparyan | 109     | 6              |
| Zhu Lin             | 115     | 7              |
| Nao Hibino          | 116     | 8              |

- Ranking del 22 de octubre de 2018

### Dobles
| Tenista                                | Ranking | Preclasificada |
| Dalila Jakupović Irina Khromacheva     | 94      | 1              |
| Nao Hibino Oksana Kalashnikova         | 144     | 2              |
| Natela Dzalamidze Veronika Kudermetova | 179     | 3              |
| Bibiane Schoofs Barbora Štefková       | 212     | 4              |

## Campeonas

### Individuales femeninos
Luksika Kumkhum venció a  Irina Khromacheva por 1-6, 6-2, 6-3

### Dobles femenino
Natela Dzalamidze /  Veronika Kudermetova vencieron a  Bibiane Schoofs /  Barbora Štefková por 6-4, 7-6(4)